# 臨時補助貨幣
臨時補助貨幣（りんじほじょかへい）とは、戦局悪化に伴う貨幣材料調達事情による様式変更を、勅令（後に政令）を以って臨機応変に対応可能とした「臨時通貨法」（昭和13年法律第86号）の下、日本で製造され発行、流通した補助貨幣の総称である。
1988年（昭和63年）の「通貨の単位及び貨幣の発行等に関する法律（通貨法）」（昭和62年法律第42号）施行に伴い、臨時通貨法が廃止されると共に、臨時補助貨幣も、一部を除いて貨幣と見做されることとなった。
本項では、「臨時通貨法」施行後から廃止までに造幣局で製造、発行された臨時補助貨幣について解説する。1988年（昭和63年）3月以前に発行された臨時補助貨幣のうち、現在は「貨幣」と見做されている現行貨幣については「日本の硬貨」を、また同様の現行記念貨幣については「日本の記念貨幣」の項目も参照の事。
また「臨時通貨法」施行以前の補助銀貨については「日本の銀貨」を、その他の補助貨幣については「日本の補助貨幣」の項目を参照の事。
本項で紹介する臨時補助貨幣として発行された硬貨のうち、一部は「小額通貨の整理及び支払金の端数計算に関する法律（小額通貨整理法）」（昭和28年法律第60号）の制定により1953年（昭和28年）末に廃止され、1988年（昭和63年）3月末の臨時通貨法廃止により、残りの臨時補助貨幣も本来ならばすべて廃止されるべきところであったが、同年4月施行の「通貨の単位及び貨幣の発行等に関する法律（通貨法）」により「貨幣」と見做される措置が取られたため、それらは現行法制度下でも法定通貨（法貨）として通用力をもつ。

## 歴史的経緯
1937年（昭和12年）、盧溝橋での日中両軍の衝突を発端に勃発した日中戦争を契機に、1938年（昭和13年）4月1日に国家総動員法（昭和13年法律第55号）、同年6月1日に「臨時通貨法」が施行され、その第一条「政府ハ必要アルトキハ貨幣法第三条ニ規定スルモノノ外臨時補助貨幣ヲ発行スルコトヲ得」により、「貨幣法」（明治30年法律第16号）で規定された貨幣以外の臨時補助貨幣を発行する事が出来るようになった。また、臨時補助貨幣の素材、品位、量目及び形式は勅令を以って定めるとされ、様式改正の際は帝国議会の承認を得ることなく、勅令による変更が可能となった。このとき十銭、五銭および一銭の臨時補助貨幣が規定され、通用制限額は十銭および五銭が五圓、一銭が一圓まで法貨として通用すると規定された。これ以降、発行される貨幣は臨時補助貨幣のみとなり、「貨幣法」に基づく貨幣が発行されることは無く、有名無実化した「貨幣法」は「通貨の単位及び貨幣の発行等に関する法律（通貨法）」が施行される迄の1988年（昭和63年）3月末まで生き続けた。
当初は戦争の影響に伴う補助貨幣需要増大を補うため、新規発行貨幣で不足分を補う見通しであったが、軍需用金属の需要が逼迫するにつれ、次第に以前に発行した貨幣を回収し交換していく形に移行した。特にアルミニウム貨幣は増産が容易であり、一銭、五銭および十銭の硬貨については昭和18年（1943年）頃までに、既存の補助貨幣の発行枚数を凌駕するに至った。すなわち流通貨幣の大部分が臨時補助貨幣に入れ替ったことになる。

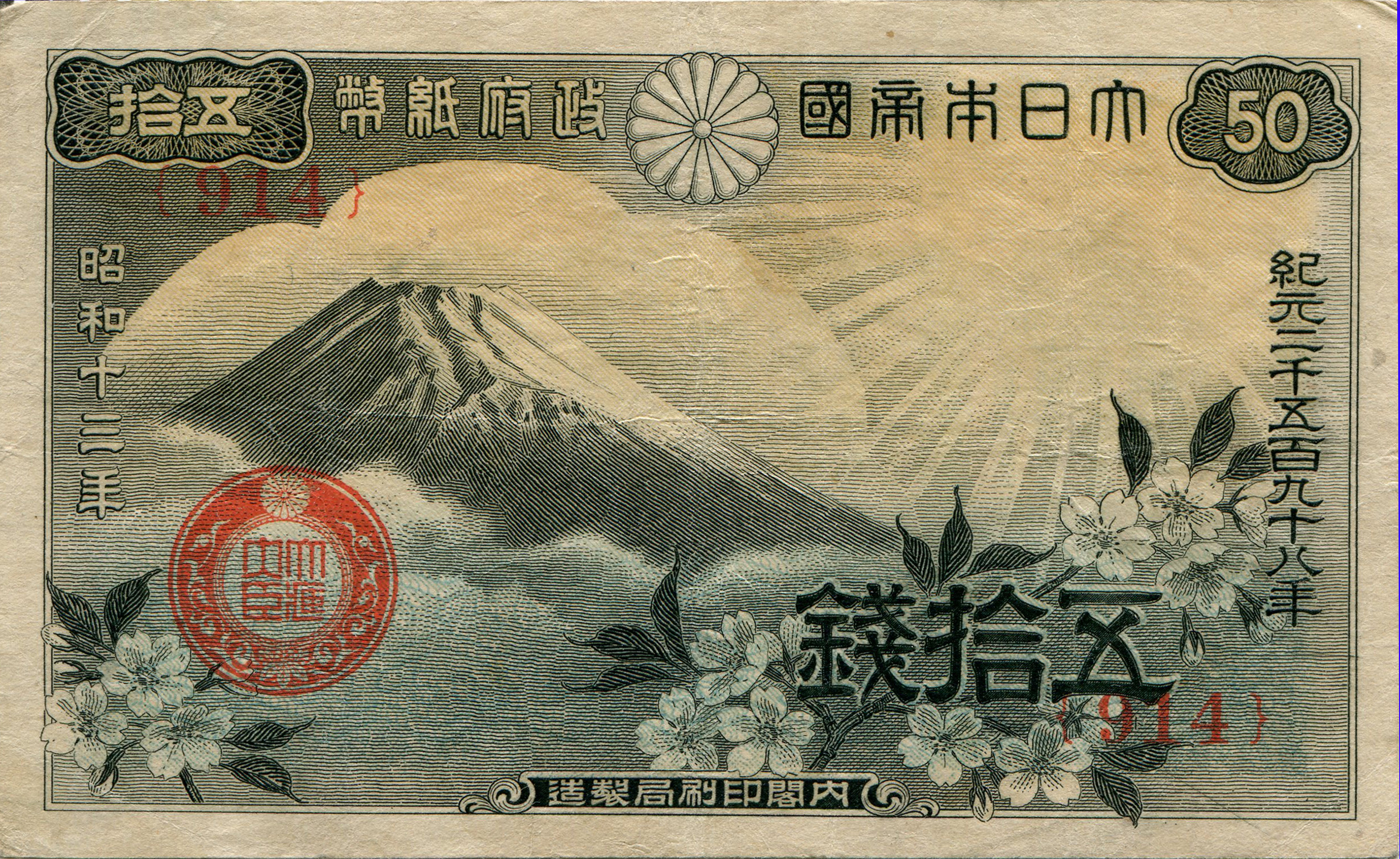
従前の五十銭銀貨幣に代えて発行された五十銭政府紙幣。

「臨時通貨法」施行と同時に製造が始まったのが、十銭および五銭のアルミニウム青銅貨幣および一銭黄銅貨幣であった。貨幣の材料には戦時体制下においても調達が可能であり、かつ有事の際は回収して兵器への転用が容易なものが選定された。十銭および五銭がニッケル貨幣から変更されたのは、軍需物資の輸入・備蓄を旨としたニッケル貨幣発行本来の目的を達成すべく、ニッケルの兵器転用が進行したことを意味する。一銭については、電線、弾薬（雷管、弾丸の被甲、薬莢に用いる黄銅の原料などとして）をはじめとする軍事物資における銅の需要が高まったため、間もなくアルミニウム貨幣に変更された。貴金属である銀を使用した五十銭銀貨幣についても回収が進行し、小額政府紙幣の発行で代用された。
1940年（昭和15年）になると、十銭及び五銭もアルミニウム貨幣に変更された。これらは1941年（昭和16年）の太平洋戦争開戦の約三ヶ月前にアルミニウムの量目が削られ、更には戦備増産の影響を受けて貨幣用資材調達の為に1943年（昭和18年）に再び量目の削減が行われた。
当時の日本が占領下においたマレーシアなどにスズ（錫）の産地があった。スズは軟質であり、貨幣材料としては適当と言えるものではなかったが、アルミニウムに替わる貨幣材料として、1944年（昭和19年）には錫貨幣（十銭・五銭・一銭）が発行されるに至った。以後、アルミニウムは航空機材料に充当され、日本各地でアルミニウム貨幣の回収が繰り返し行なわれた。このような中、制空権、制海権を連合軍側が握るとスズの輸送も困難となり、新たに陶貨幣（十銭・五銭・一銭）の試作を行い、その製造が開始されたところで終戦を迎え、その陶貨幣は結局法令で制定もされず発行されなかった。
1945年（昭和20年）8月、戦後間もなく一銭錫貨幣を、9月からは五銭アルミ貨幣の製造を始めたが、これは国名が「大日本」表記のものであったため、連合国軍最高司令官総司令部に発行を差し止められた。そこで同年11月から新たなデザインで十銭アルミニウム貨幣を、12月からは五銭錫貨幣が製造開始され、国名表記は「日本政府」となった。
しかしながら、造幣局手持ちのアルミニウムおよびスズの地金は間もなく底をつく見通しとなり、新たな貨幣材料の確保が課題であったところに、軍が使用していた薬莢、弾帯、黄銅棒など黄銅の材料が多量に存在することが判明し、1946年（昭和21年）から五十銭黄銅貨幣の製造が始まった。しかし、新円切替直後のこの時期は戦後処理によるインフレーションが激しく、1947年（昭和22年）7月からは小型化した五十銭黄銅貨幣に改正された。この小型化した五十銭黄銅貨幣から国名表記は「日本國」となった。さらにインフレーションは進行し、1948年（昭和23年）には五円および一円と、遂に「円」単位の臨時補助貨幣が登場するに至った。この五円黄銅貨幣は現行貨幣最古参のものである。五十銭黄銅貨幣の通用制限額は十円までとされ、以降追加された臨時補助貨幣の法貨としての通用制限額はすべて額面の20倍に定められた。
「臨時通貨法」は当初、「支那事変終了後一年」という期限付きの時限立法であったが、1942年（昭和17年）に「大東亜戦争終了後一年」に変更され、第二次世界大戦後はこの期限も削除された。その後、国会による「臨時通貨法」の改正により、1950年（昭和25年）には臨時補助貨幣に十円（1951年（昭和26年）製造開始の十円青銅貨から国名表記は新字体の「日本国」）、1955年（昭和30年）に五十円、さらに1957年（昭和32年）に百円が順次追加され、本来補助貨幣単位ではない「円」単位の補助貨幣が次々に登場した。また「銭」単位は取引において事実上ほとんど意味を成さないものとなっていたため、「小額通貨の整理及び支払金の端数計算に関する法律（小額通貨整理法）」（昭和28年法律第60号）により、1953年（昭和28年）末をもって銭・厘単位の補助貨幣、臨時補助貨幣、鋳潰しの対象となっていた一円黄銅貨幣、および江戸時代発行の寛永通宝銅一文銭（1厘通用）・寛永通宝真鍮四文銭（2厘通用）・文久永宝（1厘5毛通用）は廃貨措置がとられた。
1964年（昭和39年）には、東京オリンピック記念貨幣が特別立法「オリンピック東京大会記念のための千円の臨時補助貨幣の発行に関する法律」（昭和39年法律第62号）の下、臨時補助貨幣として発行された。1981年（昭和56年）には、百円硬貨が登場したころに比して消費者物価が5倍近くとなり、自動販売機の普及も相まって通常貨として五百円白銅貨幣が追加され、翌年4月から発行された。
さらに1986年（昭和61年）の天皇陛下御在位六十年記念硬貨が特別立法「天皇陛下御在位六十年記念のための十万円及び一万円の臨時補助貨幣の発行に関する法律」（昭和61年法律第38号）の下、発行に至り、1897年（明治30年）施行の「貨幣法」が依然有効であった中、純金製の十万円金貨幣が臨時補助貨幣として発行されるという矛盾が露呈した。このことが翌年の1987年（昭和62年）の「通貨の単位及び貨幣の発行等に関する法律（通貨法）」の公布、及び「貨幣法」、「臨時通貨法」の廃止に繋がるきっかけとなる。
1988年（昭和63年）4月1日の「通貨の単位及び貨幣の発行等に関する法律（通貨法）」の施行により、それ以前に発行されていた臨時補助貨幣および記念貨幣は、新法により発行された貨幣と見做されることとなった。
現在通貨としての効力を失っている銭単位の臨時補助貨幣（アルミニウム青銅貨・アルミニウム貨・錫貨・黄銅貨）や一円黄銅貨については、金属価値も希少価値もほとんどないため、古銭商による販売の際にはそれなりの値段で販売されることはあっても、古銭商による買取の際には買取拒否されるか、あるいは大量にまとめての安い値段での買取となるのが一般である。ただし五十銭黄銅貨の昭和22年銘はほとんど流通せず鋳潰されて現存数が極めて少ないため高価買取となる。

## 昭和13年制定のアルミニウム青銅貨幣・黄銅貨幣・アルミニウム貨幣

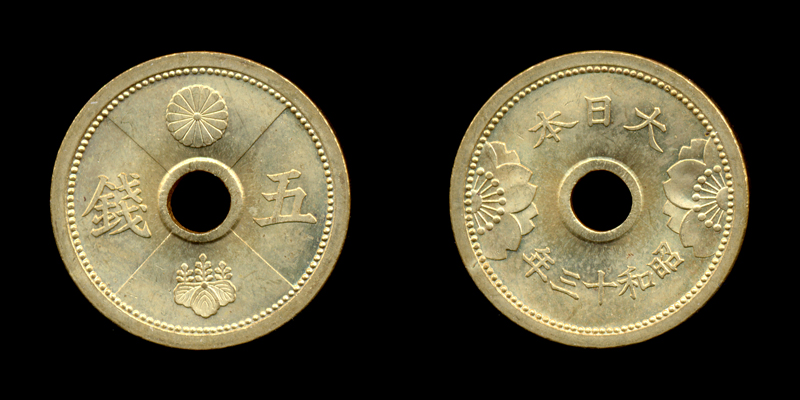
5銭アルミニウム青銅貨幣

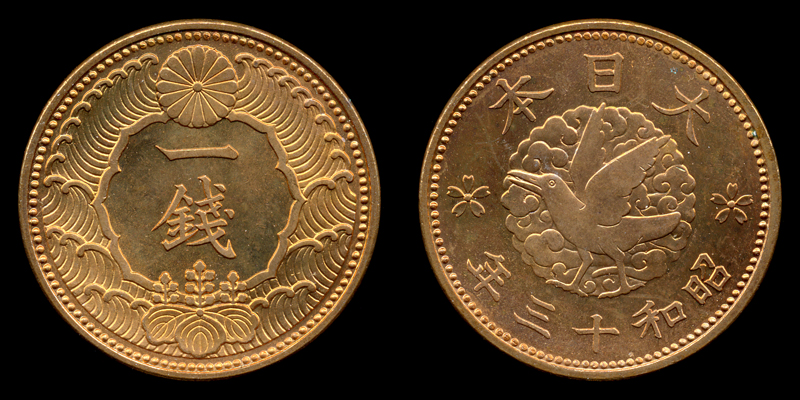
1銭黄銅貨幣（烏）

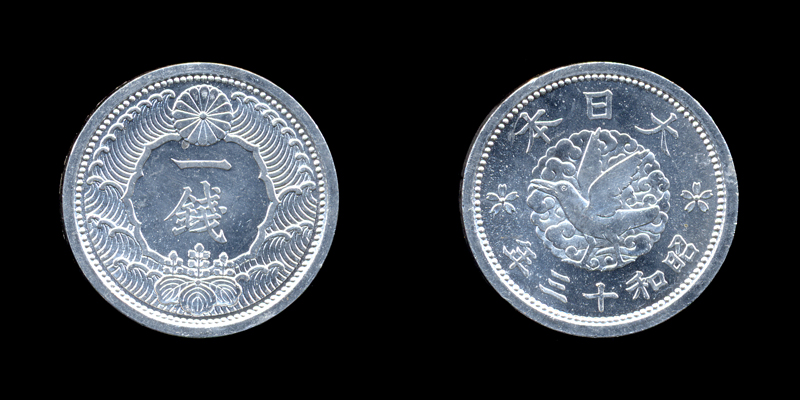
1銭アルミニウム貨幣（烏）

10銭アルミニウム青銅貨幣、5銭アルミニウム青銅貨幣、1銭黄銅貨幣（烏）の制定は1938年（昭和13年）6月1日公布の勅令第388号「臨時通貨ノ形式等ニ關スル件」により同日に施行され、1銭臨時補助貨幣（烏）の改正は1938年（昭和13年）11月29日公布の勅令第734号「昭和十三年勅令第三百八十八號臨時通貨ノ形式等ニ關スル件中改正ノ件」により同日に施行された。
以下の臨時補助貨幣は「小額通貨の整理及び支払金の端数計算に関する法律」により1953年（昭和28年）末限りで廃止された。

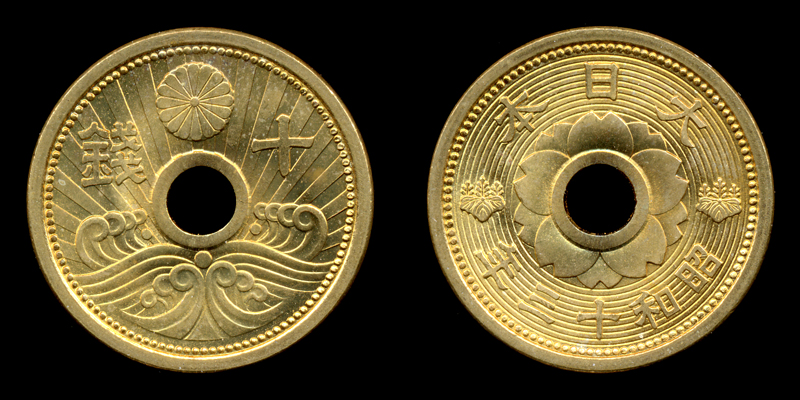
10銭アルミニウム青銅貨幣

品位 銅950 アルミニウム50、量目4.000グラム、直径22.00ミリ、孔径4.60ミリ 穴あき
図柄 〈表面〉菊花紋章、旭光、吉祥波 〈裏面〉桐紋、桜
年銘：昭和13 - 15年（1938 - 1940年）
（製造期間：昭和13年6月 - 昭和15年1月）
製造枚数  185,009,125枚
供試貨幣  9,125枚
発行枚数  185,000,000枚
5銭アルミニウム青銅貨幣

品位 銅950 アルミニウム50、量目2.800グラム、直径19.00ミリ、孔径4.00ミリ 穴あき
図柄 〈表面〉菊花紋章、桐紋 〈裏面〉桜
年銘：昭和13 - 15年（1938 - 1940年）
（製造期間：昭和13年6月 - 昭和15年3月）
製造枚数  152,407,566枚
供試貨幣  7,566枚
発行枚数  152,400,000枚
1銭黄銅貨幣（烏）

品位 銅900 亜鉛100、量目3.750グラム、直径23.03ミリ
図柄 〈表面〉菊花紋章、桐紋、八稜鏡、海波 〈裏面〉八咫烏、桜
年銘：昭和13年（1938年）
（製造期間：昭和13年6月 - 同年11月）
製造枚数  113,605,618枚
供試貨幣  5,618枚
発行枚数  113,600,000枚
1銭アルミニウム貨幣（烏）

品位 アルミニウム1,000、量目0.900グラム、直径17.50ミリ
図柄 〈表面〉菊花紋章、桐紋、八稜鏡、海波 〈裏面〉八咫烏、桜
年銘：昭和13 - 15年（1938 - 1940年）
（製造期間：昭和13年11月25日 - 昭和15年12月27日）
製造枚数  1,092,214,427枚
供試貨幣  54,427枚
発行枚数  1,092,160,000枚

## 昭和15年 - 18年制定のアルミニウム貨幣

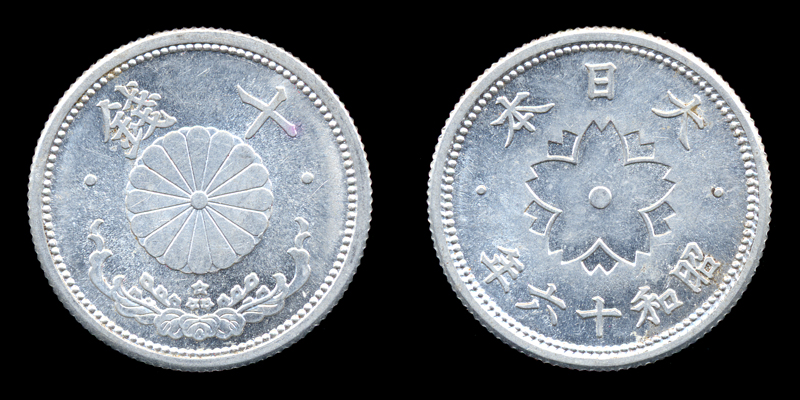
10銭アルミニウム貨幣（菊）（量目変更）

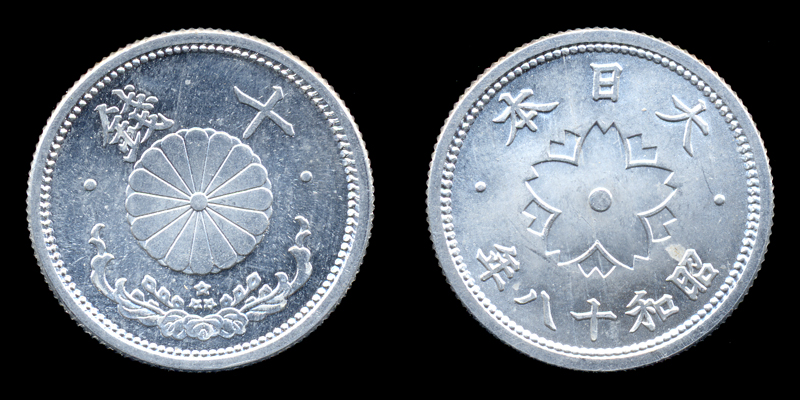
10銭アルミニウム貨幣（菊）（量目変更）

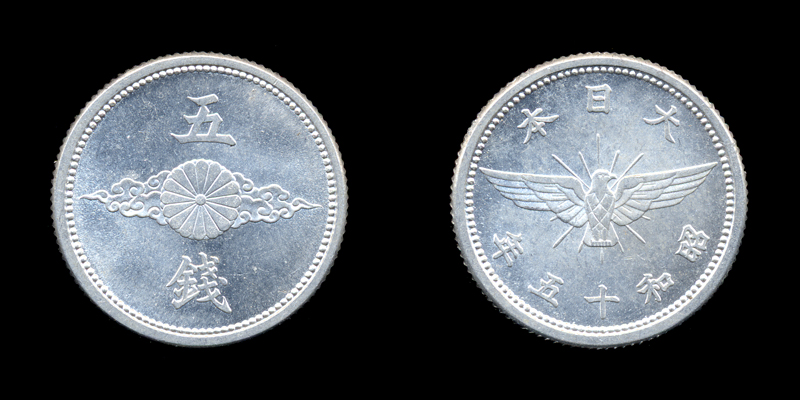
5銭アルミニウム貨幣（菊）

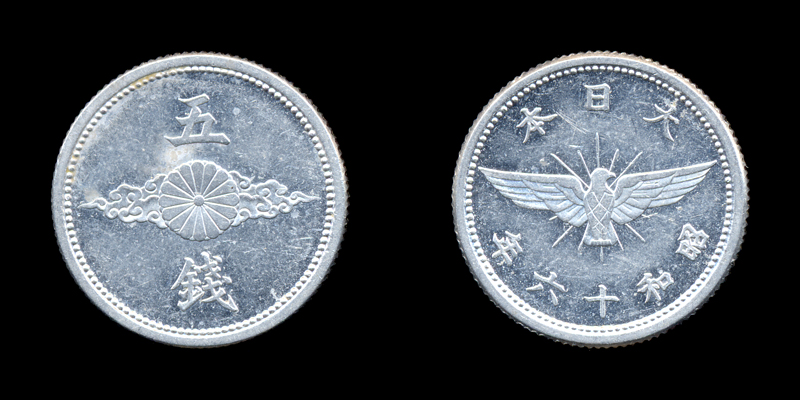
5銭アルミニウム貨幣（菊）（量目変更）

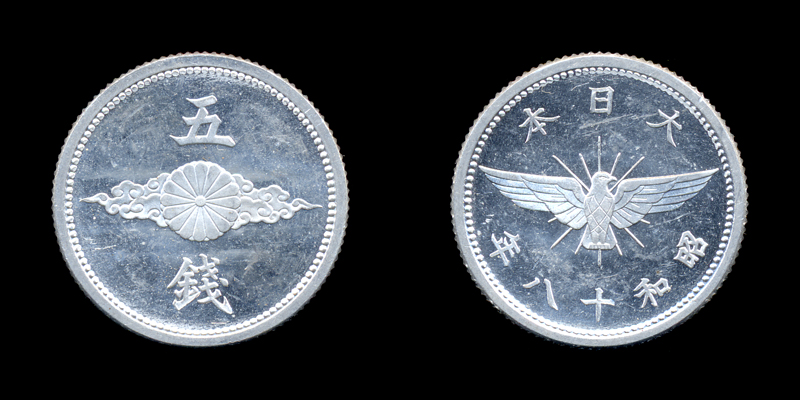
5銭アルミニウム貨幣（菊）（量目変更）

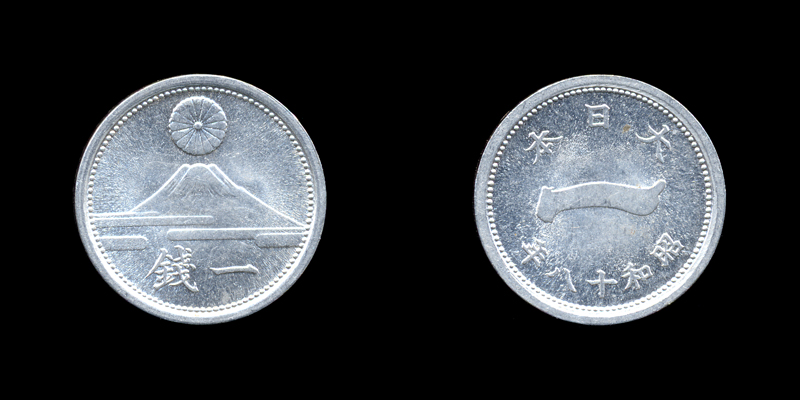
1銭アルミニウム貨幣（富士）（量目変更）

10銭アルミニウム貨幣（菊）の制定は1940年（昭和15年）3月28日公布の勅令第113号「昭和十三年勅令第三百八十八號臨時通貨ノ形式等ニ關スル件中改正ノ件」により同日に、5銭アルミニウム貨幣（菊）の制定は1940年（昭和15年）7月19日公布の勅令第476号「昭和十三年勅令第三百八十八號ニ定ムルモノノ外五錢臨時補助貨幣ノ形式等ヲ定ムルノ件」により同日に、1銭アルミニウム貨幣（富士）の制定は1940年（昭和15年）12月18日公布の勅令第906号「昭和十三年勅令第三百八十八號ニ定ムルモノノ外一錢臨時補助貨幣ノ形式等ヲ定ムルノ件」により同日に施行され、10銭アルミニウム貨幣（菊）及び5銭アルミニウム貨幣（菊）の量目変更は1941年（昭和16年）8月27日公布の勅令第826号「昭和十三年勅令第三百八十八號及昭和十五年勅令第四百七十六號ニ定ムルモノノ外臨時補助貨幣ノ形式等ヲ定ムルノ件」により同日に、更に10銭アルミニウム貨幣（菊）、5銭アルミニウム貨幣（菊）及び1銭アルミニウム貨幣（富士）の量目変更は1943年（昭和18年）2月5日公布の勅令第60号「昭和十三年勅令第三百八十八號、昭和十五年勅令第四百七十六號、同年勅令第九百六號及昭和十六年勅令第八百二十六號ニ定ムルモノノ外臨時補助貨幣ノ形式等ヲ定ムルノ件」により同日に施行された。
以下の臨時補助貨幣は「小額通貨の整理及び支払金の端数計算に関する法律」により1953年（昭和28年）末限りで廃止された。

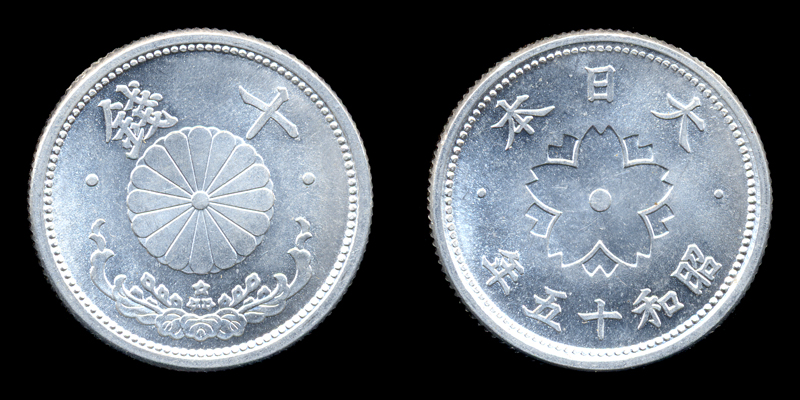
10銭アルミニウム貨幣（菊）

品位 アルミニウム1,000、量目1.500グラム、直径22.00ミリ、周囲にギザあり
図柄 〈表面〉菊花紋章、桐 〈裏面〉桜
年銘：昭和15 - 16年（1940 - 1941年）
（製造期間：昭和15年4月1日 - 昭和16年8月31日）
製造枚数  575,628,650枚
供試貨幣  28,650枚
発行枚数  575,600,000枚
10銭アルミニウム貨幣（菊）（量目変更）

品位 アルミニウム1,000、量目1.200グラム、直径22.00ミリ、周囲にギザあり
図柄 〈表面〉菊花紋章、桐 〈裏面〉桜
年銘：昭和16 - 18年（1941 - 1943年）
（製造期間：昭和16年9月1日 - 昭和18年1月30日）
製造枚数  944,947,141枚
供試貨幣  47,141枚
発行枚数  944,900,000枚
10銭アルミニウム貨幣（菊）（量目変更）

品位 アルミニウム1,000、量目1.000グラム、直径22.00ミリ、周囲にギザあり
図柄 〈表面〉菊花紋章、桐 〈裏面〉桜
年銘：昭和18年（1943年）
（製造期間：昭和18年2月9日 - 同年9月28日）
製造枚数  756,037,728枚
供試貨幣  37,728枚
発行枚数  756,000,000枚
5銭アルミニウム貨幣（菊）

品位 アルミニウム1,000、量目1.200グラム、直径19.00ミリ、周囲にギザあり
図柄 〈表面〉菊花紋章、瑞雲 〈裏面〉金鵄
年銘：昭和15 - 16年（1940 - 1941年）
（製造期間：昭和15年8月1日 - 昭和16年8月26日）
製造枚数  410,020,460枚
供試貨幣  20,460枚
発行枚数  410,000,000枚
5銭アルミニウム貨幣（菊）（量目変更）

品位 アルミニウム1,000、量目1.000グラム、直径19.00ミリ、周囲にギザあり
図柄 〈表面〉菊花紋章、瑞雲 〈裏面〉金鵄
年銘：昭和16 - 17年（1941 - 1942年）
（製造期間：昭和16年12月1日 - 昭和17年9月30日）
製造枚数  478,023,877枚
供試貨幣  23,877枚
発行枚数  478,000,000枚
5銭アルミニウム貨幣（菊）（量目変更）

品位 アルミニウム1,000、量目0.800グラム、直径19.00ミリ、周囲にギザあり
図柄 〈表面〉菊花紋章、瑞雲 〈裏面〉金鵄
年銘：昭和18年（1943年）
（製造期間：昭和18年2月9日 - 同年12月17日）
製造枚数  276,493,742枚
供試貨幣  13,742枚
発行枚数  258,000,000枚
- 発行予定枚数の内18,480,000枚は発行されず鋳潰し。
- 昭和20年銘の不発行貨有、10,100,502枚（内供試貨幣502枚）は製造されたが発行されず鋳潰し。

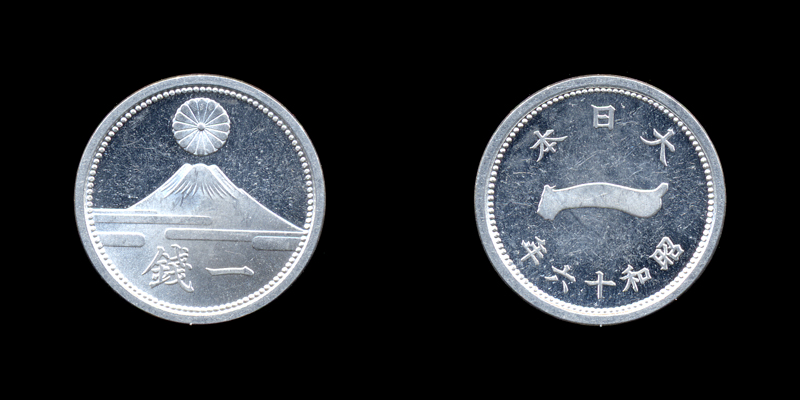
1銭アルミニウム貨幣（富士）

品位 アルミニウム1,000、量目0.650グラム、直径16.00ミリ
図柄 〈表面〉菊花紋章、富士山
年銘：昭和16 - 18年（1941 - 1943年）
（製造期間：昭和16年1月6日 - 昭和18年1月25日）
製造枚数  2,300,194,862枚
供試貨幣  114,862枚
発行枚数  2,300,080,000枚
1銭アルミニウム貨幣（富士）（量目変更）

品位 アルミニウム1,000、量目0.550グラム、直径16.00ミリ
図柄 〈表面〉菊花紋章、富士山
年銘：昭和18年（1943年）
（製造期間：昭和18年2月9日 - 同年12月）
製造枚数  627,191,321枚
供試貨幣  31,321枚
発行枚数  627,160,000枚

## 昭和19年制定の錫貨幣

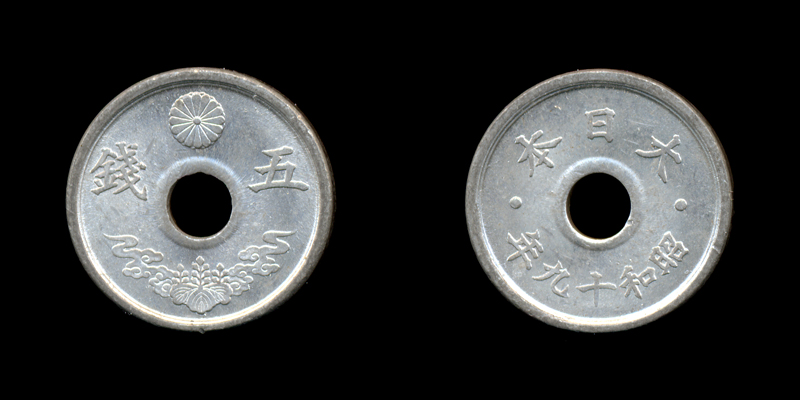
5銭錫貨幣

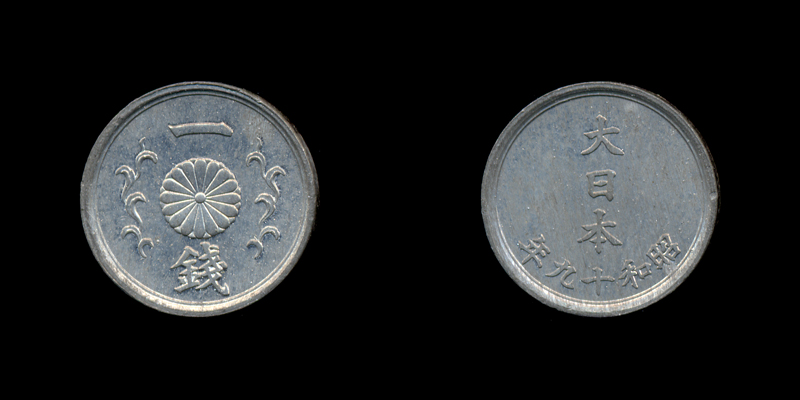
1銭錫貨幣

以下の臨時補助貨幣の制定は1944年（昭和19年）3月8日公布の勅令第112号「昭和十三年勅令第三百八十八號、昭和十五年勅令第四百七十六號、同年勅令第九百六號、昭和十六年勅令第八百二十六號及昭和十八年勅令第六十號ニ定ムルモノノ外臨時補助貨幣ノ形式等ヲ定ムルノ件」により同日に施行され、「小額通貨の整理及び支払金の端数計算に関する法律」により1953年（昭和28年）末限りで廃止された。

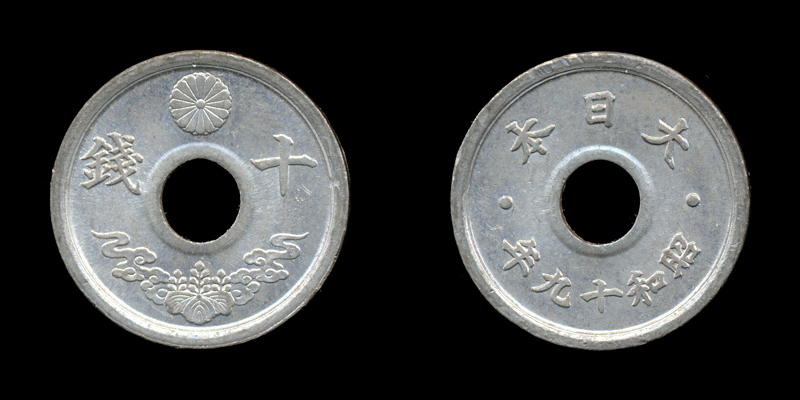
10銭錫貨幣

品位 スズ930 亜鉛70、量目2.400グラム、直径19.00ミリ、孔径5.00ミリ 穴あき
図柄 〈表面〉菊花紋章、桐紋、瑞雲
年銘：昭和19年（1944年）
（製造期間：昭和19年3月7日 - 同年8月）
製造枚数  450,022,450枚
供試貨幣  22,450枚
発行枚数  450,000,000枚
5銭錫貨幣

品位 スズ930 亜鉛70、量目1.950グラム、直径17.00ミリ、孔径4.00ミリ 穴あき
図柄 〈表面〉菊花紋章、桐紋、瑞雲
年銘：昭和19年（1944年）
（製造期間：昭和19年7月 - 同年8月）
製造枚数  70,003,486枚
供試貨幣  3,486枚
発行枚数  70,000,000枚
1銭錫貨幣

品位 スズ500 亜鉛500、量目1.300グラム、直径15.00ミリ
図柄 〈表面〉菊花紋章、唐草
年銘：昭和19 - 20年（1944 - 1945年）
（製造期間：昭和19年3月7日 - 昭和20年9月25日）
製造枚数  1,641,661,995枚
供試貨幣  81,995枚
発行枚数  1,629,580,000枚
- 発行予定枚数の内、終戦後製造分12,000,000枚は発行されず鋳潰し。
- 他の錫貨とは異なりスズと亜鉛を等量含む組成であることから、「1銭錫亜鉛貨幣」とも称される。

## 戦後のアルミニウム貨幣・錫貨幣

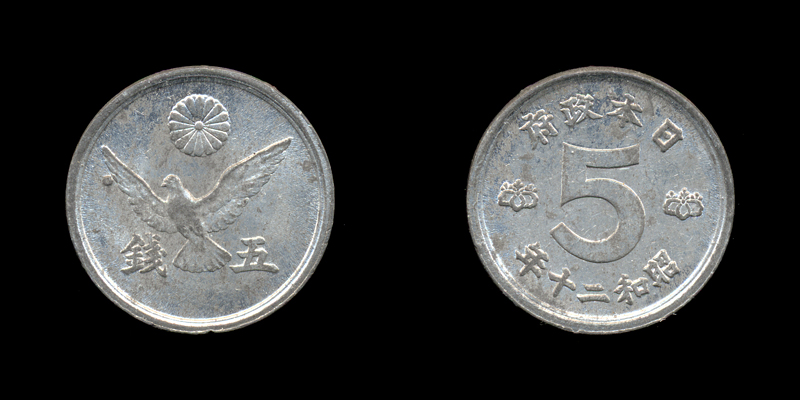
5銭錫貨幣（鳩）

以下の臨時補助貨幣の制定は1946年（昭和21年）1月26日公布の勅令第44号「昭和十三年勅令第三百八十八號、昭和十五年勅令第四百七十六號、同年勅令第九百六號、昭和十六年勅令第八百二十六號、昭和十八年勅令第六十號及昭和十九年勅令第百十二号ニ定ムルモノノ外臨時補助貨幣ノ形式等ヲ定ムルノ件」により同日に施行され、「小額通貨の整理及び支払金の端数計算に関する法律」により1953年（昭和28年）末限りで廃止された。

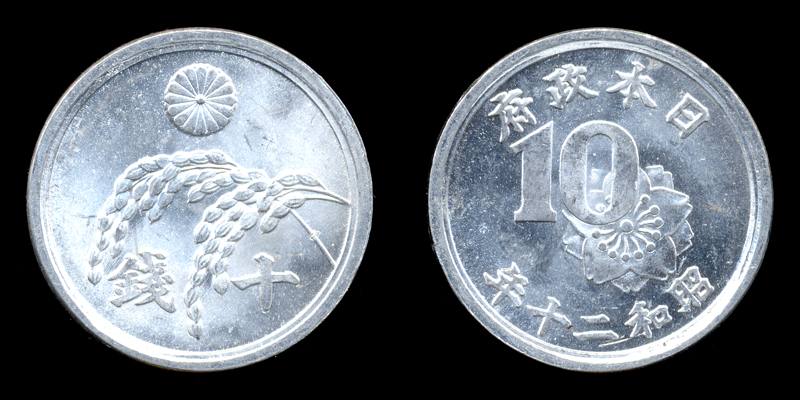
10銭アルミニウム貨幣（稲穂）

品位 アルミニウム1,000、量目1.000グラム、直径22.00ミリ
図柄 〈表面〉菊花紋章、稲穂 〈裏面〉桜
年銘：昭和20 - 21年（1945 - 1946年）
（製造期間：昭和20年11月13日 - 昭和21年10月10日）
製造枚数  237,601,808枚
供試貨幣  11,808枚
発行枚数  237,590,000枚
5銭錫貨幣（鳩）

品位 スズ930 亜鉛70、量目2.000グラム、直径17.00ミリ
図柄 〈表面〉菊花紋章、鳩 〈裏面〉桐紋
年銘：昭和20 - 21年（1945 - 1946年）
（製造期間：昭和20年12月3日 - 昭和21年10月2日）
製造枚数  180,008,917枚
供試貨幣  8,917枚
発行枚数  180,000,000枚

## 戦後の黄銅貨幣

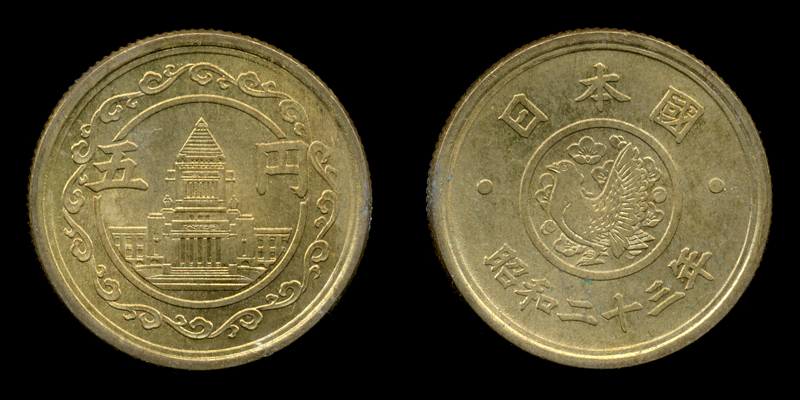
5円黄銅貨幣（国会議事堂）（無孔）

50銭黄銅貨幣については昭和21年（1946年）8月10日法律第5号の臨時通貨法改正により臨時補助貨幣に「五十銭」が追加され、5円および1円の黄銅貨幣については昭和23年（1948年）6月19日法律第56号の改正により「五円」および「一円」が追加され発行された。
以下の臨時補助貨幣は、現在も法定通貨である5円黄銅貨幣を除き、「小額通貨の整理及び支払金の端数計算に関する法律」により1953年（昭和28年）末限りで廃止された。

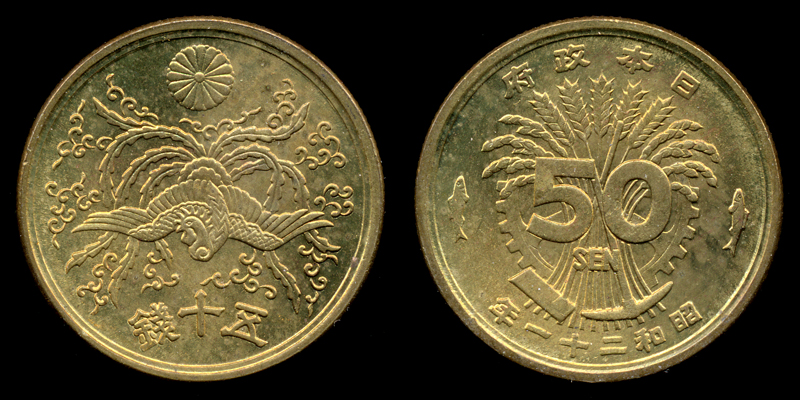
50銭黄銅貨幣（鳳凰）

品位 銅600 - 700 亜鉛400 - 300、量目4.500グラム、直径23.50ミリ、周囲にギザあり
図柄 〈表面〉菊花紋章、鳳凰 〈裏面〉鍬、鶴嘴、稲、麦、魚、歯車
年銘：昭和21 - 22年（1946 - 1947年）
（製造期間：昭和21年5月14日 - 昭和22年5月27日）
製造枚数  268,187,580枚
供試貨幣  26,580枚
発行枚数  268,161,000枚
- 昭和22年銘は発行されたが、日本銀行に保管されていた貨幣は流通前にほとんど回収引揚げ鋳潰し。

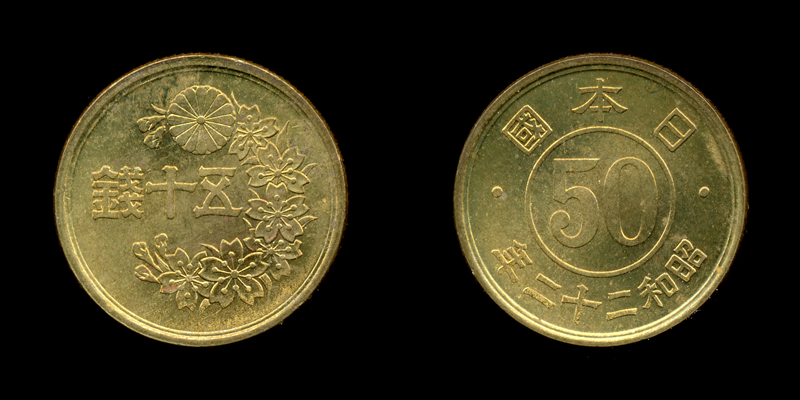
50銭黄銅貨幣（桜）

品位 銅600 - 700 亜鉛400 - 300、量目2.800グラム、直径19.00ミリ、周囲にギザあり
図柄 〈表面〉菊花紋章、桜
年銘：昭和22 - 23年（1947 - 1948年）
（製造期間：昭和22年7月1日 - 昭和23年10月7日）
製造枚数  849,234,455枚
供試貨幣  84,455枚
発行枚数  849,150,000枚
5円黄銅貨幣（国会議事堂）（無孔）

品位 銅600 - 700 亜鉛400 - 300、量目4.000グラム、直径22.00ミリ、周囲にギザあり
図柄 〈表面〉国会議事堂 〈裏面〉鳩、梅
年銘：昭和23 - 24年（1948 - 1949年）
（製造期間：昭和23年10月7日 - 昭和24年8月4日）
製造枚数  254,262,744枚
供試貨幣  50,744枚
発行枚数  254,212,000枚
- 発行開始日は1948年（昭和23年）10月25日。
- この硬貨は現行硬貨（法定通貨）である（貨幣とみなす臨時補助貨幣）。

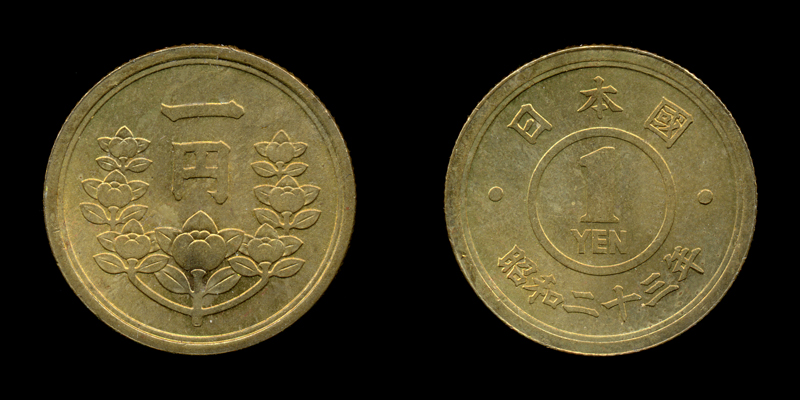
1円黄銅貨幣（橘）

品位 銅600 - 700 亜鉛400 - 300、量目3.200グラム、直径20.00ミリ、周囲にギザあり
図柄 〈表面〉橘
年銘：昭和23 - 25年（1948 - 1950年）
（製造期間：昭和23年10月2日 - 昭和25年5月31日）
製造枚数  451,209,608枚
供試貨幣  39,608枚
発行枚数  451,170,000枚
- 発行開始日は1948年（昭和23年）10月25日。

## 昭和24年 - 26年制定の円単位臨時補助貨幣
昭和25年（1950年）3月2日法律第3号の臨時通貨法改正により「十円」が追加された。
以下の臨時補助貨幣のうち、10円洋銀貨幣は製造後造幣局に保管され日銀に引き渡されなかった、すなわち発行されなかったため法定通貨の資格を得ることは無かった。この10円洋銀貨幣を除いて他は現行硬貨（法定通貨）である（貨幣とみなす臨時補助貨幣）。

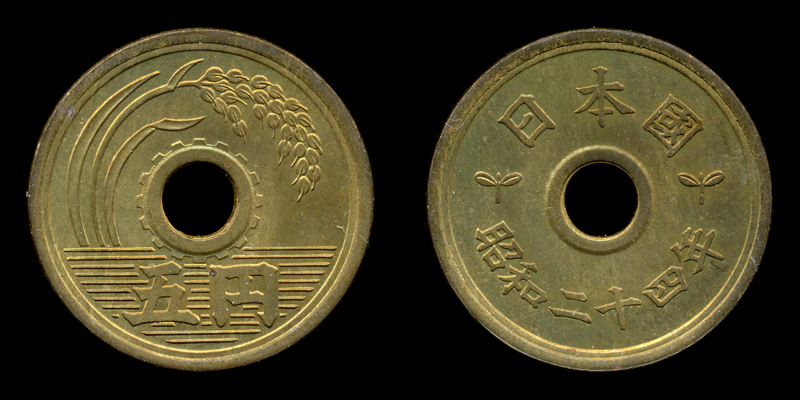
5円黄銅貨幣（稲穂）（楷書体）

品位 銅600 - 700 亜鉛400 - 300、量目3.750グラム、直径22.00ミリ、孔径5.00ミリ 穴あき
図柄 〈表面〉稲穂、歯車、水 〈裏面〉双葉
年銘：昭和24 - 33年（1949 - 1958年）
（製造期間：昭和24年8月14日 - 昭和33年10月3日）
製造枚数  651,756,752枚
供試貨幣  56,752枚
発行枚数  651,700,000枚
- 発行開始日は1949年（昭和24年）9月15日。

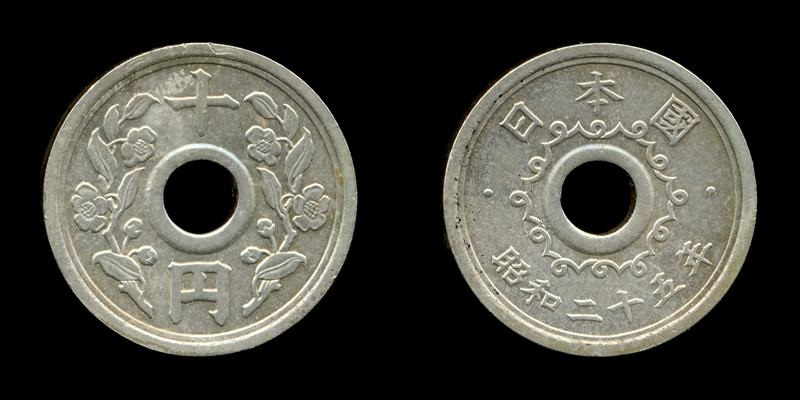
10円洋銀貨幣（茶）（不発行）

品位 銅550 - 600 ニッケル160 - 180 亜鉛290 - 220、量目2.750グラム、直径20.00ミリ、孔径5.00ミリ 穴あき
図柄 〈表面〉茶
年銘：昭和25 - 26年（1950 - 1951年）
（製造期間：昭和25年3月13日 - 昭和26年8月17日）
製造枚数  746,474,581枚
供試貨幣  74,581枚
発行枚数  0枚
- 退蔵防止のためある程度製造枚数を確保するまで発行を保留されていたところ、朝鮮戦争によるニッケル地金騰貴のため、「ニッケル等使用制限規則」（通商産業省令35）により大蔵省はニッケルを民需に廻すのが望ましいと要請を受け、造幣局に保管されていた貨幣は発行されず鋳潰し。
- 法令上は1950年（昭和25年）3月2日に制定されたが、日本銀行に交付（発行）されたものは0枚であるため、通貨として有効なものは存在しなかった。

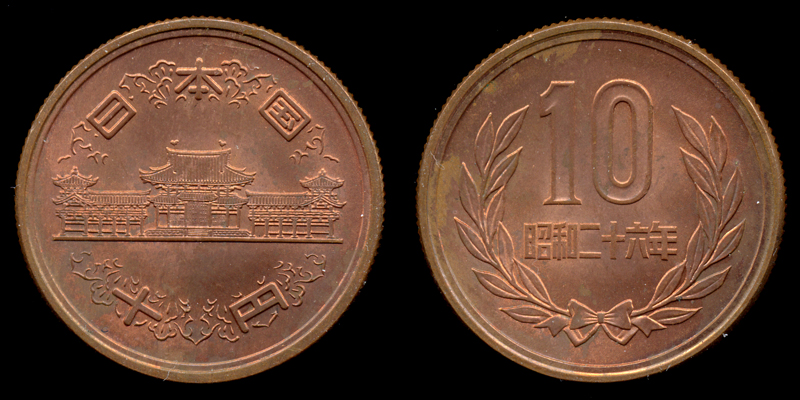
10円青銅貨幣（平等院鳳凰堂）（ギザ縁）

品位 銅950 スズ10 - 20 亜鉛40 - 30、量目4.500グラム、直径23.50ミリ、周囲にギザあり
図柄 〈表面〉平等院鳳凰堂 〈裏面〉常盤木
年銘：昭和26 - 33年（1951 - 1958年）
（製造期間：昭和26年10月3日 - 昭和33年12月26日）
製造枚数  1,773,176,688枚
供試貨幣  176,688枚
発行枚数  1,773,000,000枚
- 発行開始日は1953年（昭和28年）1月5日。

## 昭和30年・32年制定の円単位臨時補助貨幣
昭和30年（1955年）6月20日法律第24号の臨時通貨法改正により「五十円」が追加され、昭和32年（1957年）5月27日法律第134号の改正により「百円」が追加され発行された。
以下の臨時補助貨幣として発行された貨幣は現行硬貨（法定通貨）である（貨幣とみなす臨時補助貨幣）。

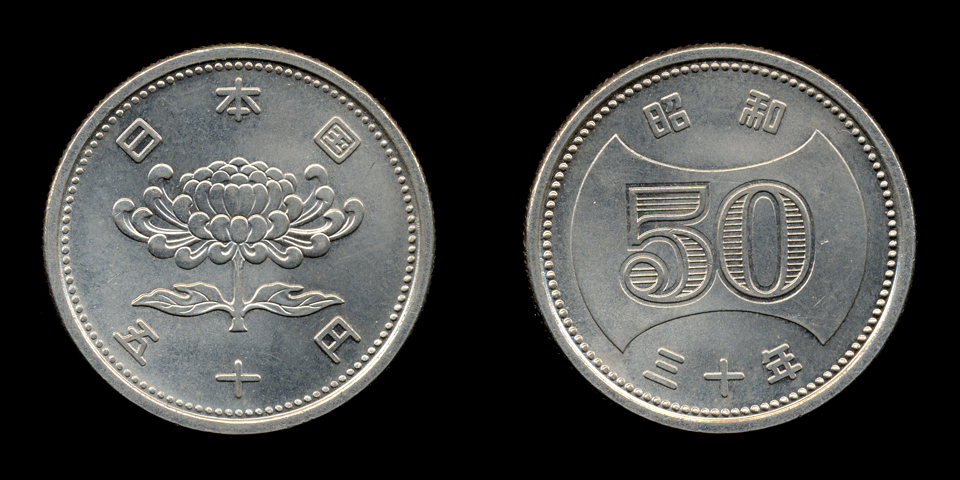
50円ニッケル貨幣（菊）（無孔）

品位 ニッケル1,000、量目5.500グラム、直径25.00ミリ、周囲にギザあり
図柄 〈表面〉菊 〈裏面〉分銅
年銘：昭和30 - 33年（1955 - 1958年）
（製造期間：昭和30年5月6日 - 昭和33年5月16日）
製造枚数  212,021,435枚
供試貨幣  21,435枚
発行枚数  212,000,000枚
- 発行開始日は1955年（昭和30年）9月1日。

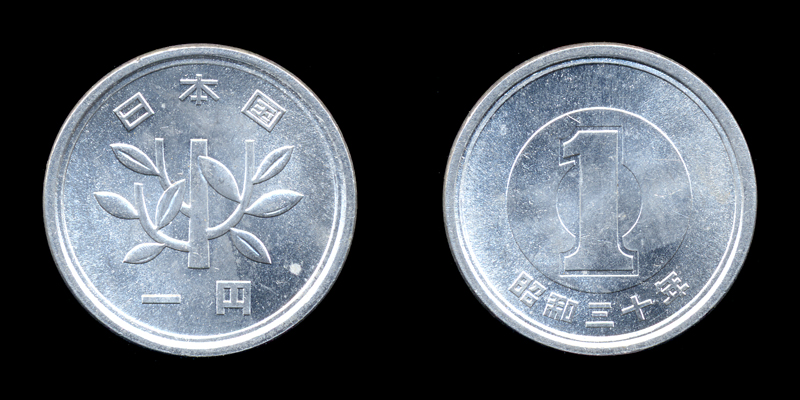
1円アルミニウム貨幣（若木）

品位 アルミニウム1,000、量目1.000グラム、直径20.00ミリ
図柄 〈表面〉若木
年銘：昭和30 - 63年（1955 - 1988年）
（製造期間：昭和30年4月1日 - 昭和63年3月）
製造枚数  27,828,810,190枚
供試貨幣  310,190枚
発行枚数  27,828,621,873枚
- 供試貨幣のうち121,873枚を発行。
- 発行開始日は1955年（昭和30年）6月1日。
- 1988年（昭和63年）4月の「通貨の単位及び貨幣の発行等に関する法律」施行後は「貨幣」として引続き発行。

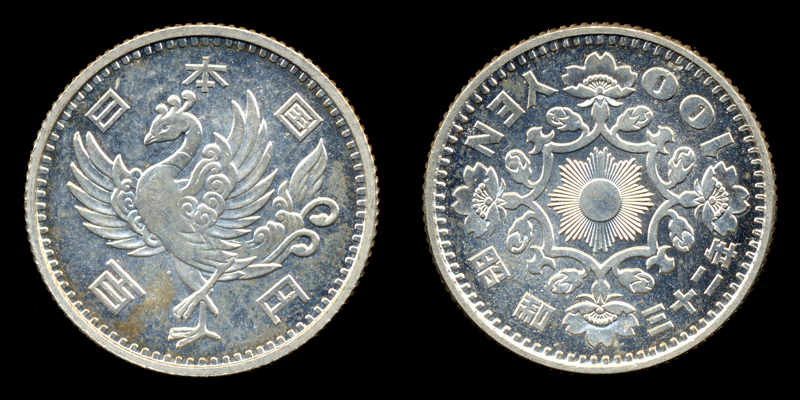
100円銀貨幣（鳳凰）

品位 銀600 銅300 亜鉛100、量目4.800グラム、直径22.60ミリ、周囲にギザあり
図柄 〈表面〉鳳凰 〈裏面〉旭日、桜
年銘：昭和32 - 33年（1957 - 1958年）
（製造期間：昭和32年9月3日 - 昭和33年12月22日）
製造枚数  100,010,108枚
供試貨幣  10,108枚
発行枚数  100,000,000枚
- 発行開始日は1957年（昭和32年）12月11日。

## 昭和34年改正の円単位臨時補助貨幣
以下の臨時補助貨幣として発行された貨幣は現行硬貨（法定通貨）である（貨幣とみなす臨時補助貨幣）。

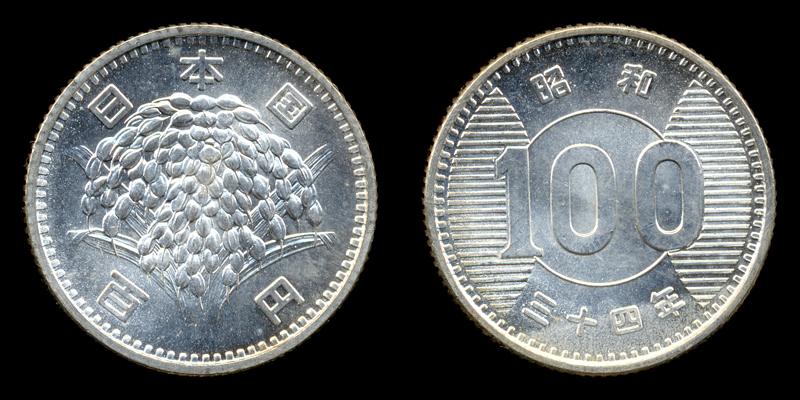
100円銀貨幣（稲穂）

品位 銀600 銅300 亜鉛100、量目4.800グラム、直径22.60ミリ、周囲にギザあり
図柄 〈表面〉稲穂 〈裏面〉分銅
年銘：昭和34 - 41年（1959 - 1966年）
（製造期間：昭和34年1月14日 - 昭和41年10月28日）
製造枚数  390,031,376枚
供試貨幣  31,376枚
発行枚数  390,020,124枚
- 供試貨幣のうち20,124枚を発行。
- 発行開始日は1959年（昭和34年）2月16日。

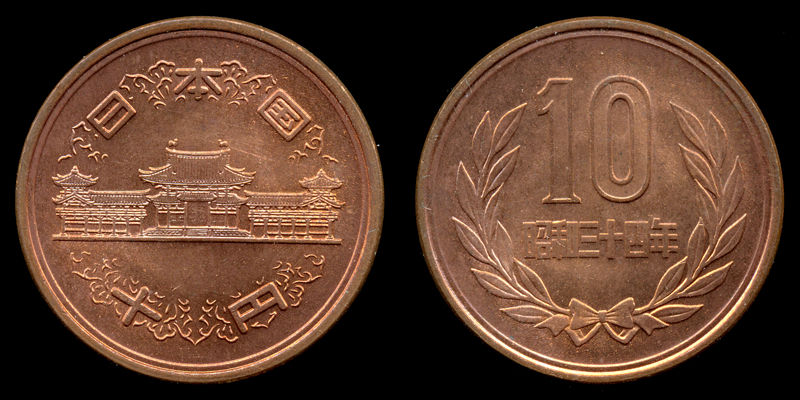
10円青銅貨幣（平等院鳳凰堂）

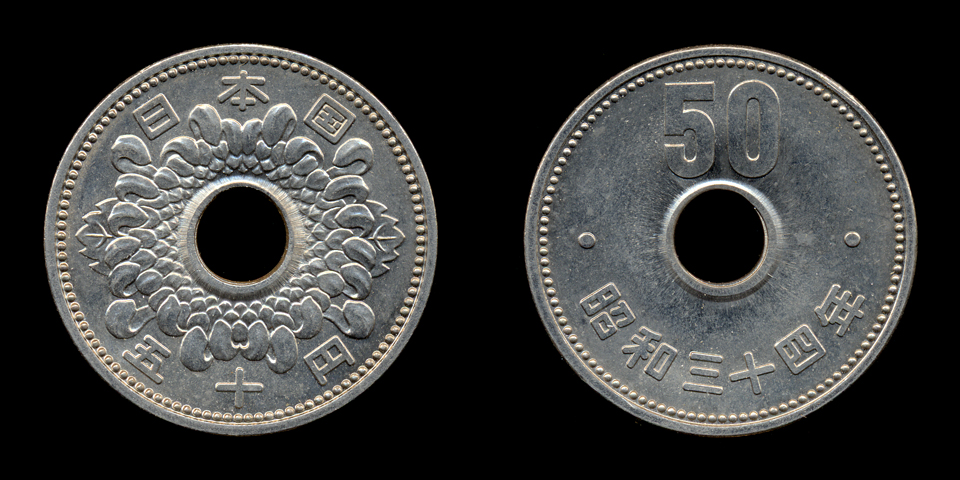
50円ニッケル貨幣（菊）（有孔）

品位 ニッケル1,000、量目5.000グラム、直径25.00ミリ、孔径6.00ミリ 穴あき
図柄 〈表面〉菊
年銘：昭和34 - 41年（1959 - 1966年）
（製造期間：昭和34年1月14日 - 昭和41年9月13日）
製造枚数  581,234,764枚
供試貨幣  34,764枚
発行枚数  581,225,143枚
- 供試貨幣のうち25,143枚を発行。
- 発行開始日は1959年（昭和34年）2月16日。

10円青銅貨幣（平等院鳳凰堂）

品位 銅950 スズ10 - 20 亜鉛40 - 30、量目4.500グラム、直径23.50ミリ
図柄 〈表面〉平等院鳳凰堂 〈裏面〉常盤木
年銘：昭和34 - 63年（1959 - 1988年）
（製造期間：昭和34年1月5日 - 昭和63年3月）
製造枚数  20,406,827,922枚
供試貨幣  427,922枚
発行枚数  20,406,604,181枚
- 供試貨幣のうち204,181枚を発行。
- 発行開始日は1959年（昭和34年）2月16日。
- 1988年（昭和63年）4月の「通貨の単位及び貨幣の発行等に関する法律」施行後は「貨幣」として引続き発行。

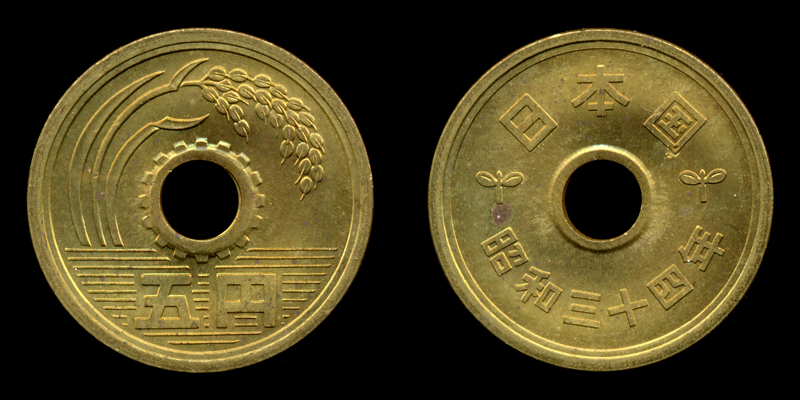
5円黄銅貨幣（稲穂）（ゴシック体）

品位 銅600 - 700 亜鉛400 - 300、量目3.750グラム、直径22.00ミリ、孔径5.00ミリ 穴あき
図柄 〈表面〉稲穂、歯車、水 〈裏面〉双葉
年銘：昭和34 - 63年（1959 - 1988年）
（製造期間：昭和34年7月18日 - 昭和63年3月）
製造枚数  9,394,460,578枚
供試貨幣  160,578枚
発行枚数  9,394,358,029枚
- 供試貨幣のうち58,029枚を発行。
- 発行開始日は1959年（昭和34年）9月1日。
- 1988年（昭和63年）4月の「通貨の単位及び貨幣の発行等に関する法律」施行後は「貨幣」として引続き発行。

## 昭和41年・56年制定の白銅貨幣
昭和56年（1981年）5月15日法律第40号の臨時通貨法改正により「五百円」が追加され、翌年から発行された。
以下の臨時補助貨幣として発行された貨幣は現行硬貨（法定通貨）である（貨幣とみなす臨時補助貨幣）
。

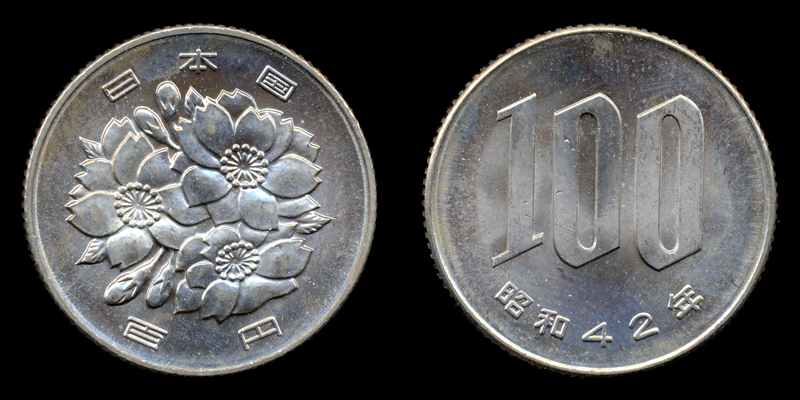
100円白銅貨幣（桜）

品位 銅750 ニッケル250、量目4.800グラム、直径22.60ミリ、周囲にギザあり
図柄 〈表面〉桜
年銘：昭和42 - 63年（1967 - 1988年）
（製造期間：昭和42年1月5日 - 昭和63年3月）
製造枚数  7,234,248,851枚
供試貨幣  248,851枚
発行枚数  7,234,051,793枚
- 供試貨幣のうち51,793枚を発行。
- 発行開始日は1967年（昭和42年）2月1日。
- 1988年（昭和63年）4月の「通貨の単位及び貨幣の発行等に関する法律」施行後は「貨幣」として引続き発行。

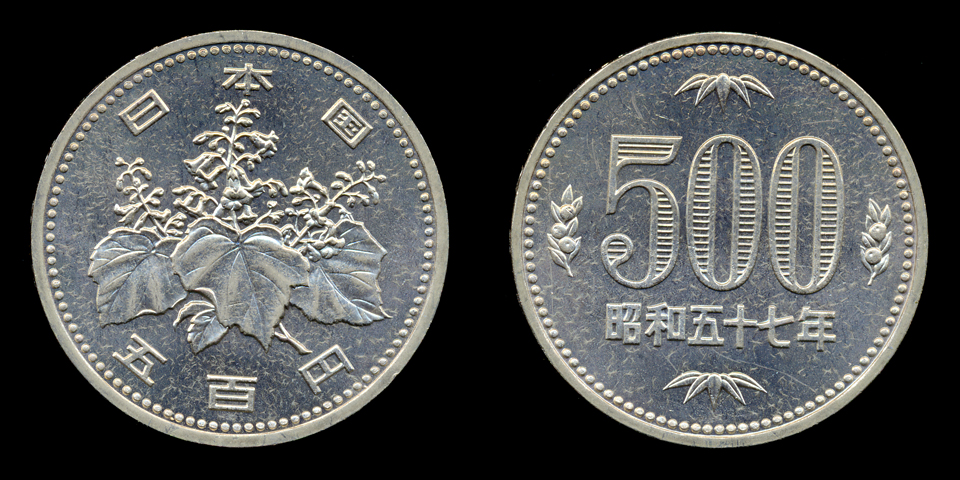
500円白銅貨幣（桐）

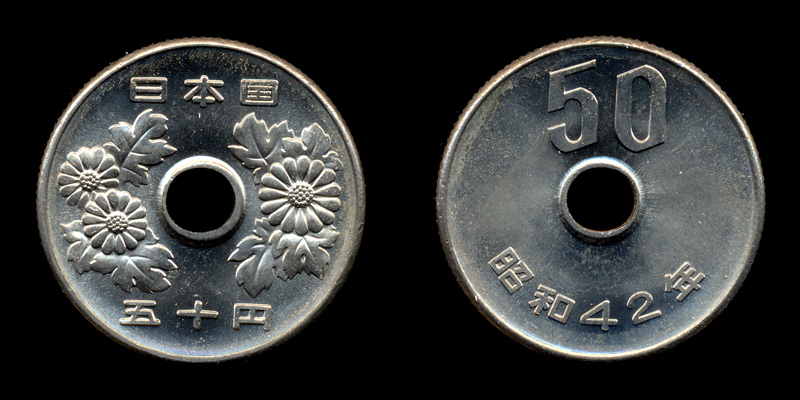
50円白銅貨幣（菊）

品位 銅750 ニッケル250、量目4.000グラム、直径21.00ミリ、孔径4.00ミリ 穴あき、周囲にギザあり
図柄 〈表面〉菊
年銘：昭和42 - 63年（1967 - 1988年）
（製造期間：昭和42年1月5日 - 昭和63年3月）
製造枚数  3,160,069,999枚
供試貨幣  69,999枚
発行枚数  3,160,018,797枚
- 供試貨幣のうち18,797枚を発行。
- 発行開始日は1967年（昭和42年）2月1日。
- 1988年（昭和63年）4月の「通貨の単位及び貨幣の発行等に関する法律」施行後は「貨幣」として引続き発行。

500円白銅貨幣（桐）

品位 銅750 ニッケル250、量目7.200グラム、直径26.50ミリ、周囲に「NIPPON ◆ 500 ◆」のレタリングあり
図柄 〈表面〉桐 〈裏面〉竹、橘
年銘：昭和57 - 63年（1982 - 1988年）
（製造期間：昭和57年1月 - 昭和63年3月）
製造枚数  1,040,035,986枚
供試貨幣  35,986枚
発行枚数  1,040,000,000枚
- 発行開始日は1982年（昭和57年）4月1日。
- 1988年（昭和63年）4月の「通貨の単位及び貨幣の発行等に関する法律」施行後は1999年（平成11年）まで「貨幣」として引続き発行されていた。

- 1988年（昭和63年）4月の「通貨の単位及び貨幣の発行等に関する法律」施行後に発行された通常貨幣は、当初から「貨幣」として発行されている。2000年（平成12年）8月1日に発行された500円ニッケル黄銅貨幣と2021年（令和3年）11月1日に発行された500円バイカラー・クラッド貨幣がこれに該当する。

## 記念貨幣
以下の記念貨幣として発行された臨時補助貨幣は貨幣と見做され現行硬貨（法定通貨）である（貨幣とみなす臨時補助貨幣）。

### 東京オリンピック記念貨幣
東京オリンピック記念1000円銀貨幣
品位 銀925 銅75、量目20.000グラム、直径35.00ミリ、周囲にギザあり
図柄 〈表面〉富士山、桜 〈裏面〉五輪マーク、桜
年銘：昭和39年（1964年）
（製造期間：昭和39年8月5日 - 同年10月15日）
製造枚数  15,001,516枚
供試貨幣  1,516枚
発行枚数  15,001,516枚
- 供試貨幣のうち1,516枚を発行。
- 発行開始日は1964年（昭和39年）10月2日。

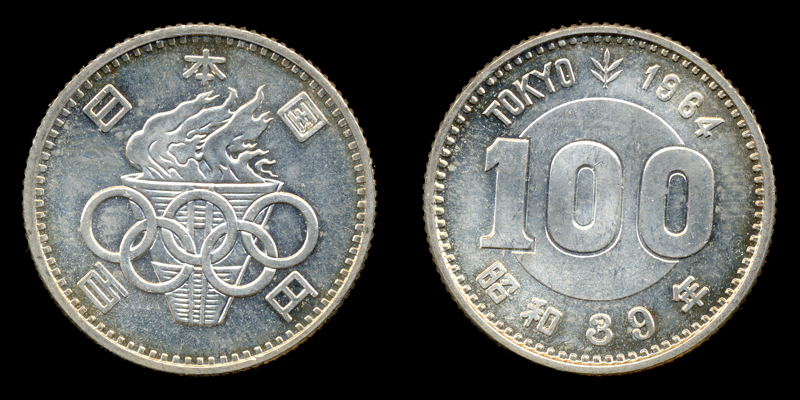
東京オリンピック記念100円銀貨幣
品位 銀600 銅300 亜鉛100、量目4.800グラム、直径22.60ミリ、周囲にギザあり
図柄 〈表面〉聖火台、五輪マーク〈裏面〉オリーブ
年銘：昭和39年（1964年）
（製造期間：昭和39年7月1日 - 同年12月28日）
製造枚数  80,008,056枚
供試貨幣  8,056枚
発行枚数  80,008,056枚
- 供試貨幣のうち8,056枚を発行。
- 発行開始日は1964年（昭和39年）9月21日。

### 日本万国博覧会記念貨幣

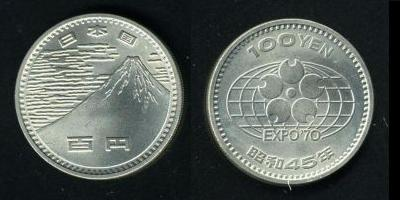
日本万国博覧会記念100円白銅貨幣
品位 銅750 ニッケル250、量目9.000グラム、直径28.00ミリ、周囲にギザあり
図柄 〈表面〉赤富士（富嶽三十六景より） 〈裏面〉大阪万博シンボルマーク、地球
年銘：昭和45年（1970年）
（製造期間：昭和45年1月7日 - 同年5月）
製造枚数  40,002,052枚
供試貨幣  2,052枚
発行枚数  40,002,052枚
- 供試貨幣のうち2,052枚を発行。
- 発行開始日は1970年（昭和45年）3月10日。

### 札幌オリンピック記念貨幣

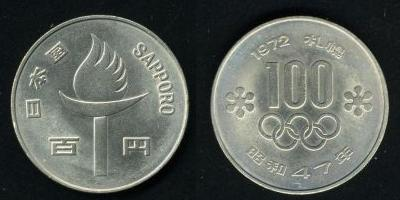
札幌オリンピック記念100円白銅貨幣
品位 銅750 ニッケル250、量目12.000グラム、直径30.00ミリ、周囲にギザあり
図柄 〈表面〉聖火台 〈裏面〉五輪マーク、雪紋
年銘：昭和47年（1972年）
（製造期間：昭和46年11月8日 - 昭和47年1月18日）
製造枚数  30,001,526枚
供試貨幣  1,526枚
発行枚数  30,000,000枚
- 発行開始日は1972年（昭和47年）1月28日。

### 沖縄国際海洋博覧会記念貨幣

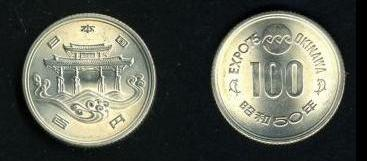
沖縄国際海洋博覧会記念100円白銅貨幣
品位 銅750 ニッケル250、量目4.800グラム、直径22.60ミリ、周囲にギザあり
図柄 〈表面〉守礼門、波 〈裏面〉沖縄海洋博シンボルマーク、イルカ
年銘：昭和50年（1975年）
（製造期間：昭和50年4月2日 - 同年10月7日）
製造枚数  120,001,541枚
供試貨幣  1,541枚
発行枚数  120,000,000枚
- 発行開始日は1975年（昭和50年）7月3日。

### 天皇陛下御在位五十年記念貨幣

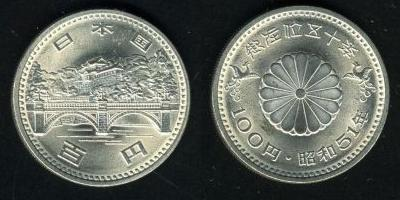
天皇陛下御在位五十年記念100円白銅貨幣
品位 銅750 ニッケル250、量目12.000グラム、直径30.00ミリ、周囲にギザあり
図柄 〈表面〉二重橋、皇居 〈裏面〉菊花紋章、鳳凰
年銘：昭和51年（1976年）
（製造期間：昭和51年10月 - 同年12月）
製造枚数  70,003,576枚
供試貨幣  3,576枚
発行枚数  70,000,000枚
- 発行開始日は1976年（昭和51年）12月23日。

### 国際科学技術博覧会記念貨幣

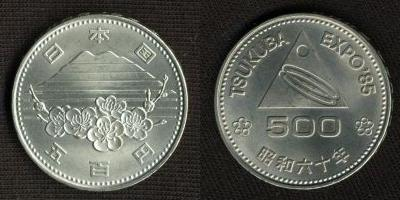
国際科学技術博覧会記念500円白銅貨幣
品位 銅750 ニッケル250、量目13.000グラム、直径30.00ミリ、周囲にギザと「TSUKUBA EXPO'85 ◆」のレタリングあり
図柄 〈表面〉筑波山、梅 〈裏面〉つくば科学博シンボルマーク
年銘：昭和60年（1985年）
（製造期間：昭和59年11月 - 昭和60年3月）
製造枚数  70,002,439枚
供試貨幣  2,439枚
発行枚数  70,000,000枚
- 発行開始日は1985年（昭和60年）3月12日。

### 内閣制度創始百周年記念貨幣

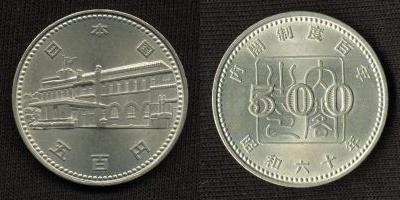
内閣制度創始百周年記念500円白銅貨幣
品位 銅750 ニッケル250、量目13.000グラム、直径30.00ミリ、周囲にギザと「NAIKAKU 100NEN ◆」のレタリングあり
図柄 〈表面〉総理大臣官邸 〈裏面〉内閣之印
年銘：昭和60年（1985年）
（製造期間：昭和60年10月 - 昭和61年3月）
製造枚数  70,002,458枚
供試貨幣  2,458枚
発行枚数  70,000,000枚
- 発行開始日は1985年（昭和60年）12月18日。

### 天皇陛下御在位六十年記念貨幣

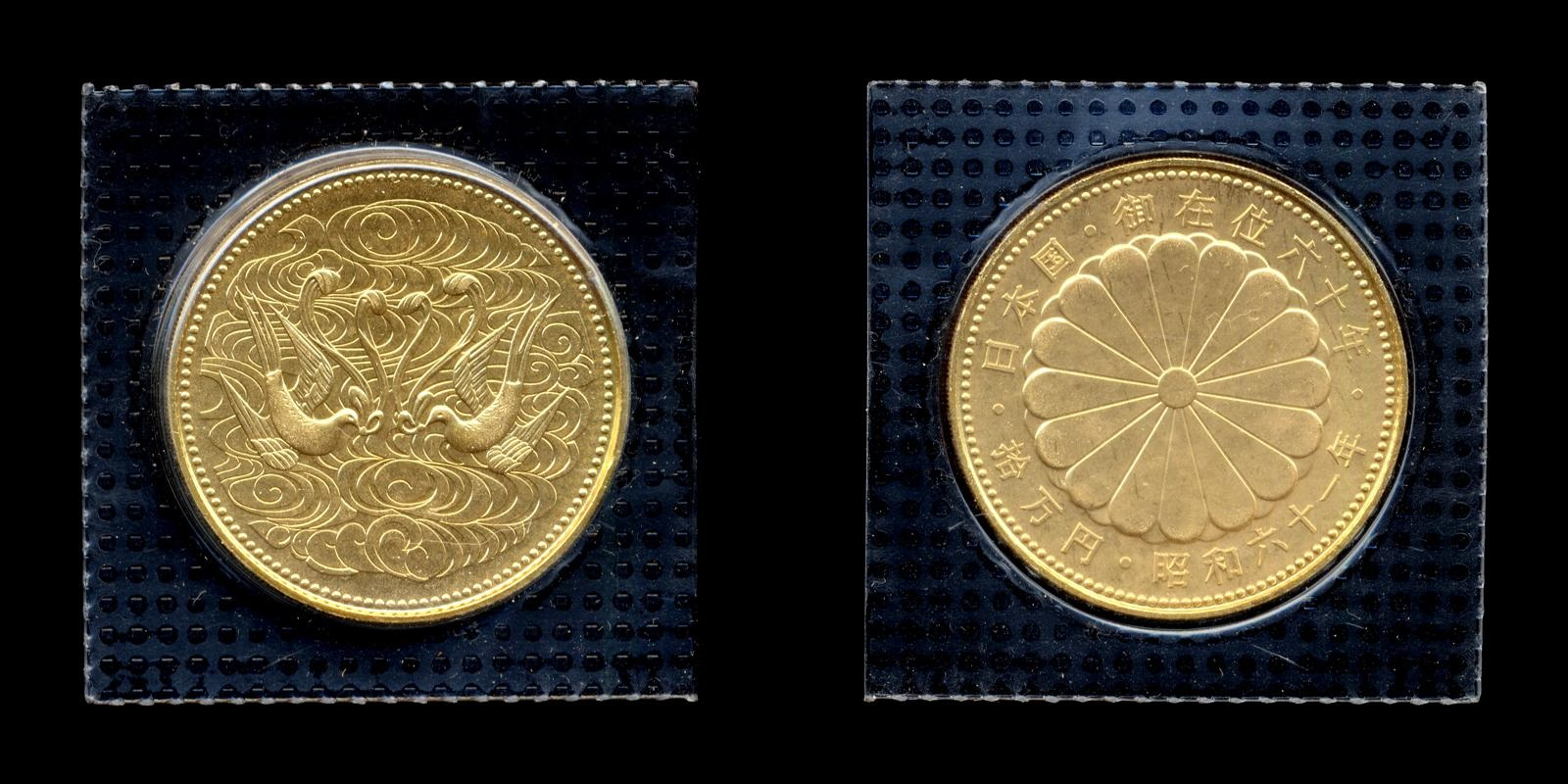
天皇陛下御在位六十年記念100000円金貨幣
品位 金1,000、量目20.000グラム、直径30.00ミリ、周囲にギザあり
図柄 〈表面〉鳩、水 〈裏面〉菊花紋章
年銘：昭和61 - 62年（1986 - 1987年）
（製造期間：昭和61年6月 - 昭和63年2月）
製造枚数  11,025,754枚
供試貨幣  1,241枚
発行枚数  11,000,000枚
- 製造数のうち24,513枚は発行枚数調整のため鋳潰し。
- 発行開始日は1986年（昭和61年）11月10日［昭和61年銘］および1987年（昭和62年）5月13日［昭和62年銘］。

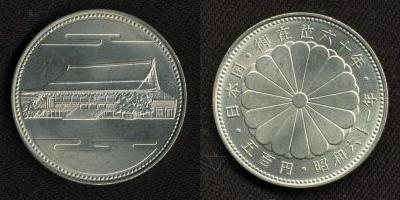
天皇陛下御在位六十年記念500円白銅貨幣

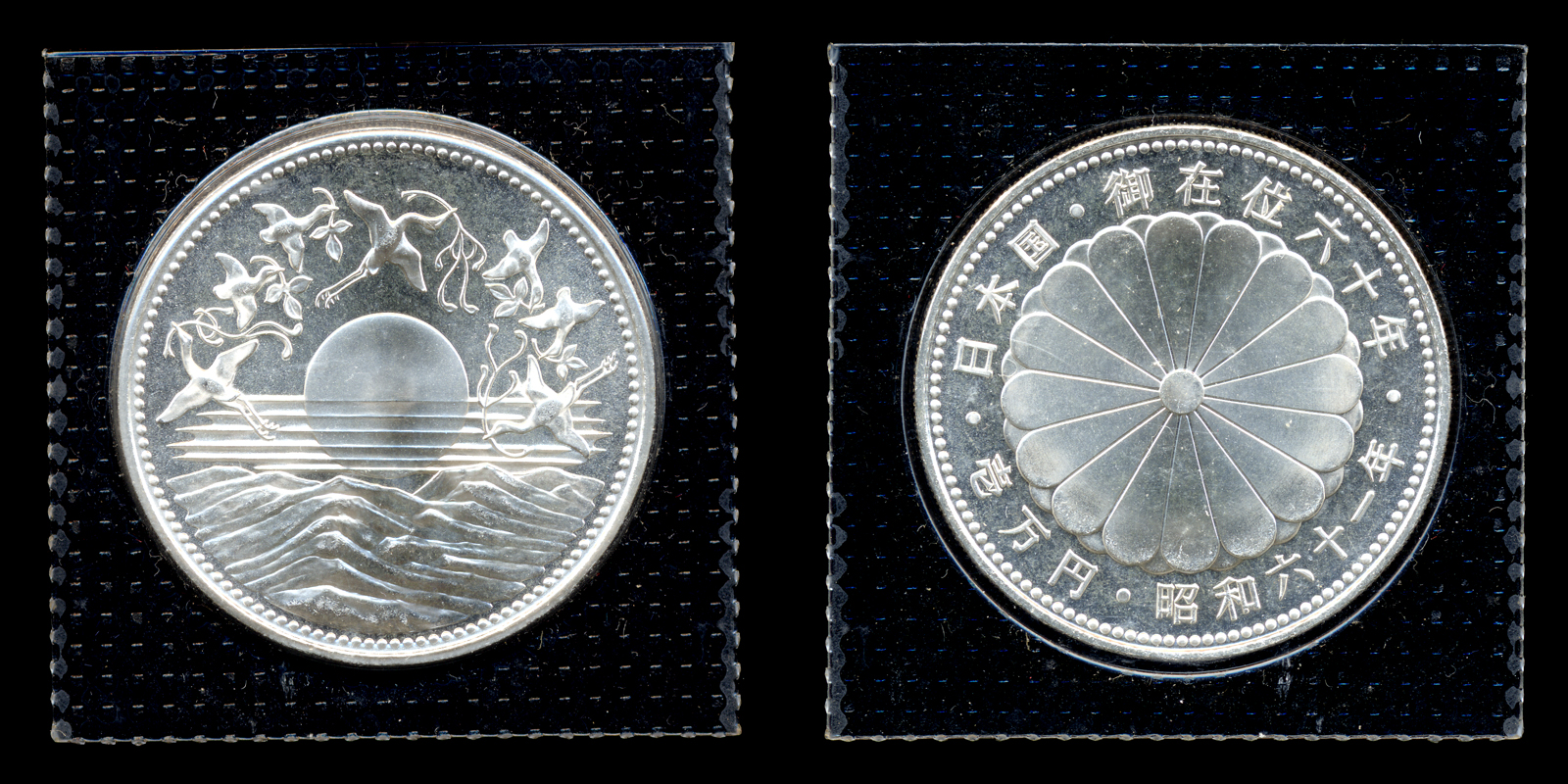
天皇陛下御在位六十年記念10000円銀貨幣
品位 銀1,000、量目20.000グラム、直径35.00ミリ、周囲にギザあり
図柄 〈表面〉日の出、瑞鳥 〈裏面〉菊花紋章
年銘：昭和61年（1986年）
（製造期間：昭和61年6月 - 同年10月）
製造枚数  10,001,036枚
供試貨幣  1,036枚
発行枚数  10,000,000枚
- 発行開始日は1986年（昭和61年）11月10日。

天皇陛下御在位六十年記念500円白銅貨幣
品位 銅750 ニッケル250、量目13.000グラム、直径30.00ミリ、周囲にギザあり
図柄 〈表面〉紫宸殿 〈裏面〉菊花紋章
年銘：昭和61年（1986年）
（製造期間：昭和61年5月 - 昭和62年3月）
製造枚数  50,001,813枚
供試貨幣  1,813枚
発行枚数  50,000,000枚
- 発行開始日は1986年（昭和61年）10月21日。

- 1988年（昭和63年）4月の「通貨の単位及び貨幣の発行等に関する法律」施行後に発行された各種記念貨幣は、当初から「貨幣」として発行されている。

## 年銘別発行枚数
本表は、臨時補助貨幣の年銘別発行枚数を示したものである。しかし、特に昭和18年銘のアルミ貨は戦局悪化による資材確保困難のため発行分は流通前に回収されたものが多く、発行枚数に対し現存数が少ない。また昭和22年銘の大型50銭はほとんどが流通前に回収され小型50銭に改鋳されている。
| 年号     | 十銭アルミ青銅貨幣 | 五銭アルミ青銅貨幣 | 一銭黄銅貨幣 | 一銭アルミ貨幣 |
| -------- | ------------------ | ------------------ | ------------ | -------------- |
| 昭和13年 | 47,075,000         | 40,000,000         | 113,600,000  | 45,500,000     |
| 昭和14年 | 121,790,000        | 77,900,000         |              | 444,580,000    |
| 昭和15年 | 16,135,000         | 34,500,000         |              | 602,080,000    |

| 年号     | 十銭アルミ貨幣 | 五銭アルミ貨幣 |
| -------- | -------------- | -------------- |
| 昭和15年 | 294,835,000    | 167,630,000    |
| 昭和16年 | 280,765,000    | 242,370,000    |

| 量目変更 | 量目変更       | 量目変更       | 量目変更       |
| 年号     | 十銭アルミ貨幣 | 五銭アルミ貨幣 | 一銭アルミ貨幣 |
| -------- | -------------- | -------------- | -------------- |
| 昭和16年 | 249,350,000    | 10,000,000     | 1,016,570,000  |
| 昭和17年 | 628,845,000    | 468,000,000    | 1,197,550,000  |
| 昭和18年 | 66,705,000     |                | 85,960,000     |

| 量目変更 | 量目変更       | 量目変更       | 量目変更       |
| 年号     | 十銭アルミ貨幣 | 五銭アルミ貨幣 | 一銭アルミ貨幣 |
| -------- | -------------- | -------------- | -------------- |
| 昭和18年 | 756,000,000    | 258,000,000    | 627,160,000    |

| 年号     | 十銭錫貨幣  | 五銭錫貨幣 | 一銭錫貨幣    |
| -------- | ----------- | ---------- | ------------- |
| 昭和19年 | 450,000,000 | 70,000,000 | 1,126,840,000 |
| 昭和20年 |             |            | 502,740,000   |

| 年号     | 十銭アルミ貨幣 | 五銭錫貨幣  |
| -------- | -------------- | ----------- |
| 昭和20年 | 52,945,000     | 21,060,000  |
| 昭和21年 | 184,645,000    | 158,940,000 |

| 年号     | 五円黄銅貨幣 | 一円黄銅貨幣 | 五十銭黄銅貨幣 | 五十銭黄銅貨幣 |
| -------- | ------------ | ------------ | -------------- | -------------- |
| 昭和21年 |              |              | 138,033,000    |                |
| 昭和22年 |              |              | 130,128,000    | 333,780,000    |
| 昭和23年 | 74,520,000   | 55,095,000   |                | 515,370,000    |
| 昭和24年 | 179,692,000  | 268,180,000  |                |                |
| 昭和25年 |              | 127,895,000  |                |                |

| 年号     | 五百円貨幣  | 百円貨幣    | 五十円貨幣  | 十円貨幣      | 五円貨幣    | 一円貨幣      |
| -------- | ----------- | ----------- | ----------- | ------------- | ----------- | ------------- |
| 昭和24年 |             |             |             |               | 111,896,000 |               |
| 昭和25年 |             |             |             |               | 181,824,000 |               |
| 昭和26年 |             |             |             | 101,068,000   | 197,980,000 |               |
| 昭和27年 |             |             |             | 486,632,000   | 55,000,000  |               |
| 昭和28年 |             |             |             | 466,300,000   | 45,000,000  |               |
| 昭和29年 |             |             |             | 520,900,000   |             |               |
| 昭和30年 |             |             | 63,700,000  | 123,100,000   |             | 381,700,000   |
| 昭和31年 |             |             | 91,300,000  |               |             | 500,900,000   |
| 昭和32年 |             | 30,000,000  | 39,000,000  | 50,000,000    | 10,000,000  | 492,000,000   |
| 昭和33年 |             | 70,000,000  | 18,000,000  | 25,000,000    | 50,000,000  | 374,900,000   |
| 昭和34年 |             | 110,008,000 | 23,901,000  | 62,404,682    | 33,001,000  | 208,603,926   |
| 昭和35年 |             | 50,005,060  | 6,000,609   | 225,922,779   | 34,801,784  | 300,007,541   |
| 昭和36年 |             | 15,001,516  | 16,001,616  | 229,923,149   | 61,003,126  | 432,410,914   |
| 昭和37年 |             |             | 50,305,079  | 284,228,545   | 126,706,400 | 572,014,419   |
| 昭和38年 |             | 45,004,538  | 55,005,561  | 411,341,336   | 171,808,644 | 788,719,926   |
| 昭和39年 |             | 10,001,010  | 69,206,971  | 479,248,037   | 379,719,076 | 1,665,142,276 |
| 昭和40年 |             | 62,500,000  | 189,304,307 | 387,611,981   | 384,204,615 | 1,743,269,952 |
| 昭和41年 |             | 97,500,000  | 171,500,000 | 395,900,000   | 163,100,000 | 807,344,000   |
| 昭和42年 |             | 432,200,000 | 238,400,000 | 158,900,000   | 26,000,000  | 220,600,000   |
| 昭和43年 |             | 471,017,463 | 200,004,282 | 363,606,399   | 114,001,627 |               |
| 昭和44年 |             | 323,716,326 | 210,905,469 | 414,808,464   | 240,004,908 | 184,701,893   |
| 昭和45年 |             | 237,111,975 | 269,806,947 | 382,707,765   | 340,006,849 | 556,405,698   |
| 昭和46年 |             | 481,056,029 | 80,952,099  | 610,051,044   | 362,050,000 | 904,951,328   |
| 昭和47年 |             | 468,950,000 | 138,980,000 | 634,950,000   | 562,950,000 | 1,274,950,000 |
| 昭和48年 |             | 680,000,000 | 200,970,000 | 1,345,000,000 | 745,000,000 | 1,470,000,000 |
| 昭和49年 |             | 660,000,000 | 470,000,000 | 1,780,000,000 | 950,000,000 | 1,750,000,000 |
| 昭和50年 |             | 437,160,000 | 238,120,000 | 1,280,260,000 | 970,000,000 | 1,656,150,000 |
| 昭和51年 |             | 322,840,000 | 241,880,000 | 1,369,740,000 | 200,000,000 | 928,850,000   |
| 昭和52年 |             | 440,000,000 | 176,000,000 | 1,467,000,000 | 340,000,000 | 895,000,000   |
| 昭和53年 |             | 292,000,000 | 234,000,000 | 1,435,000,000 | 318,000,000 | 864,000,000   |
| 昭和54年 |             | 382,000,000 | 110,000,000 | 1,207,000,000 | 317,000,000 | 1,015,000,000 |
| 昭和55年 |             | 588,000,000 | 51,000,000  | 1,127,000,000 | 385,000,000 | 1,145,000,000 |
| 昭和56年 |             | 348,000,000 | 179,000,000 | 1,369,000,000 | 95,000,000  | 1,206,000,000 |
| 昭和57年 | 300,000,000 | 110,000,000 | 30,000,000  | 890,000,000   | 455,000,000 | 1,017,000,000 |
| 昭和58年 | 240,000,000 | 50,000,000  | 30,000,000  | 870,000,000   | 410,000,000 | 1,086,000,000 |
| 昭和59年 | 342,850,000 | 41,850,000  | 29,850,000  | 533,850,000   | 202,850,000 | 981,850,000   |
| 昭和60年 | 97,150,000  | 58,150,000  | 10,150,000  | 335,150,000   | 153,150,000 | 837,150,000   |
| 昭和61年 | 49,960,000  | 99,960,000  | 9,960,000   | 68,960,000    | 113,960,000 | 417,960,000   |
| 昭和62年 | 2,775,000   | 193,775,000 | 775,000     | 165,775,000   | 631,775,000 | 955,775,000   |
| 昭和63年 | 7,265,000   | 116,265,000 | 9,265,000   | 121,265,000   | 108,265,000 | 194,265,000   |

- 昭和34年（1959年）度（昭和34年（1959年）4月 - 12月製造の昭和34年銘）は供試貨幣の一部が発行に廻されている。
- 昭和35年（1960年）度 - 昭和39年（1964年）度（昭和40年（1965年）1月 - 3月製造の昭和40年銘を含む）及び昭和43年（1968年）度 - 昭和45年（1970年）度（昭和46年（1971年）1月 - 3月製造の昭和46年銘を含む）は供試貨幣の全てが発行に廻されている。
- 昭和63年銘は3月31日までの発行分。尚、五百円貨幣、百円貨幣、五十円貨幣、十円貨幣、五円貨幣、一円貨幣については、1988年（昭和63年）4月の「通貨の単位及び貨幣の発行等に関する法律」施行後は「貨幣」として製造・発行が継続された。昭和63年以降の製造枚数については造幣局_(日本)#硬貨製造量を参照。

| 記念貨幣                 | 記念貨幣 | 記念貨幣   | 記念貨幣    |
| 種類                     | 年号     | 千円貨幣   | 百円貨幣    |
| ------------------------ | -------- | ---------- | ----------- |
| 東京オリンピック記念     | 昭和39年 | 15,001,516 | 80,008,056  |
| 日本万国博覧会記念       | 昭和45年 |            | 40,002,052  |
| 札幌オリンピック記念     | 昭和47年 |            | 30,000,000  |
| 沖縄国際海洋博覧会記念   | 昭和50年 |            | 120,000,000 |
| 天皇陛下御在位五十年記念 | 昭和51年 |            | 70,000,000  |

- 東京オリンピック記念貨幣及び日本万国博覧会記念貨幣は供試貨幣の全てが発行に廻されている。

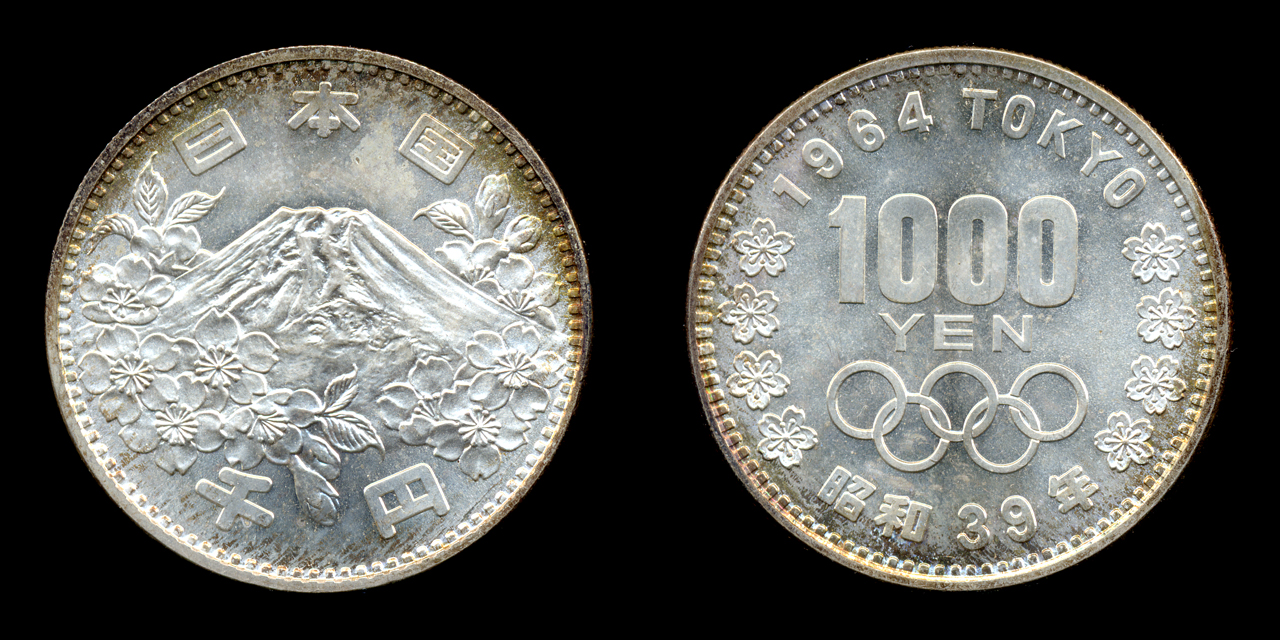
東京オリンピック記念1000円銀貨幣

| 記念貨幣                 | 記念貨幣 | 記念貨幣   | 記念貨幣   | 記念貨幣   |
| 種類                     | 年号     | 十万円貨幣 | 一万円貨幣 | 五百円貨幣 |
| ------------------------ | -------- | ---------- | ---------- | ---------- |
| 国際科学技術博覧会記念   | 昭和60年 |            |            | 70,000,000 |
| 内閣制度創始百周年記念   | 昭和60年 |            |            | 70,000,000 |
| 天皇陛下御在位六十年記念 | 昭和61年 | 10,000,000 | 10,000,000 | 50,000,000 |
| 天皇陛下御在位六十年記念 | 昭和62年 | 1,000,000  |            |            |